# Melik Janoyan
Melik Janoyan, född 24 mars 1985, är en armenisk friidrottare. Han deltog vid olympiska sommarspelen 2008 och olympiska sommarspelen 2012.